# Herminoner
Herminonerna (hermionerna) var enligt bland annat Tacitus en av de tre ursprungliga folkgrupperna av västgermanerna i Centraleuropa ungefär motsvarande nuvarande Tyskland med angränsande områden. Enligt Tacitus var de andra två grupperna ingaevonerna och istaevonerna.
Till herminonerna hörde ursprungligen även sveberna och besläktade stammar från anglerna och saxarna i norr till markomannerna i söder. De hade bland annat en gemensam religion med dyrkan av heliga lundar, där den förnämsta låg i Ziu-Irmin i hermundurernas land.
Herminonerna bebodde kring Kristi födelse tillsammans med sveberna i stort sett ungefär motsvarande det tidigare Östtyskland mellan Weser och Oder-Neisse samt de svebiska folk som bosatt sig norr om gränsen vid Donau. Förutom sveberna var hermundurerna de mäktigaste och de bebodde ungefär nuvarande Bayern. Bland övriga herminonska stammar kan främst nämnas cheruskerna varifrån Arminius stammade.